# Heinz Renneberg
Karl Heinz Renneberg (* 29. Januar 1927 in Gelsenkirchen; † 21. Oktober 1999 in Herne) war ein Ruderer aus der Bundesrepublik Deutschland, der 1960 Olympiasieger im Zweier mit Steuermann wurde.
Er begann 1941 mit dem Rudersport. 1951 und 1952 wurde er zusammen mit Heinz Eichholz Deutscher Meister im Zweier ohne Steuermann. Bei den Olympischen Spielen 1952 in Helsinki wurden die beiden im Vorlauf Dritte. Zum Hoffnungslauf traten sie wegen einer Erkrankung von Eichholz nicht an.
1960 siegte er im Zweier mit Steuermann bei der gesamtdeutschen Olympiaqualifikation zusammen mit Bernhard Knubel und Steuermann Klaus Zerta.
Bei den Olympischen Spielen 1960 in Rom fanden die Regatten auf dem Albaner See statt. Das deutsche Boot gewann den Vorlauf in 7:31,64 Minuten. Im Endlauf siegte das Boot in 7:29,14 mit einer knappen Sekunde Vorsprung auf das Boot aus der Sowjetunion.
Der ausgebildete Maschinenschlosser trat für den Ruderverein Gelsenkirchen an. Insgesamt gewann Renneberg bei über 120 Regatten.
Für seine sportlichen Erfolge wurde er durch Verleihung des Silbernen Lorbeerblattes geehrt.